# جایزه انجمن منتقدان فیلم شیکاگو برای بهترین فیلم‌نامه اقتباسی
جایزه انجمن منتقدان فیلم شیکاگو برای بهترین فیلمنامه اقتباسی (انگلیسی: Chicago Film Critics Association Award for Best Adapted Screenplay) یکی از جوایز سالانه انجمن منتقدان فیلم شیکاگو است.

## برندگان

### دهه ۲۰۰۰
| سال  | برنده                             | نویسنده                                                      | اثر اقتباس شده                                                |
| ---- | --------------------------------- | ------------------------------------------------------------ | ------------------------------------------------------------- |
| ۲۰۰۶ | رفتگان                            | ویلیام موناهان                                               | امور دوزخی اثرآلن مک و فلیکس چونگ                             |
| ۲۰۰۶ | بچه‌های کوچک (فیلم)                | تاد فیلد و تام پروتا                                         | بچه‌های کوچک (رمان) اثر Tom Perrotta                           |
| ۲۰۰۶ | یادداشت‌هایی بر یک رسوایی          | پاتریک ماربر                                                 | یادداشت‌هایی بر یک رسوایی اثر Zoë Heller                       |
| ۲۰۰۶ | همراهان خانه‌ای در علف‌زار (فیلم)   | گریسون کیلر                                                  | A Prairie Home Companion اثر گریسون کیلر                      |
| ۲۰۰۶ | ممنون که سیگار می‌کشید             | جیسون رایتمن                                                 | ممنون که سیگار می‌کشید (رمان) اثر کریستوفر باکلی (نویسنده)     |
| ۲۰۰۷ | جایی برای پیرمردها نیست (فیلم)    | برادران کوئن                                                 | جایی برای پیرمردها نیست اثر کورمک مک‌کارتی                     |
| ۲۰۰۷ | تاوان (فیلم ۲۰۰۷)                 | کریستوفر همپتون                                              | تاوان (رمان) اثرایان مک‌یوون                                   |
| ۲۰۰۷ | به‌سوی طبیعت وحشی                  | شان پن                                                       | به‌سوی طبیعت وحشی (کتاب) اثرجان کراکائر                        |
| ۲۰۰۷ | خون به پا خواهد شد                | پل توماس اندرسن                                              | نفت (کتاب) اثرآپتون سینکلر                                    |
| ۲۰۰۷ | زودیاک (فیلم)                     | جیمز وندربیلت                                                | زودیاک (کتاب) اثرRobert Graysmith                             |
| ۲۰۰۸ | میلیونر زاغه‌نشین                  | سایمن بوفوی                                                  | novel اثر Vikas Swarup                                        |
| ۲۰۰۸ | مورد عجیب بنجامین باتن            | اریک راث                                                     | مورد عجیب بنجامین باتن (داستان کوتاه) اثر اف. اسکات فیتزجرالد |
| ۲۰۰۸ | شوالیه تاریکی (فیلم)              | جاناتان نولان و کریستوفر نولان                               | بتمن اثر باب کین                                              |
| ۲۰۰۸ | تردید (فیلم ۲۰۰۸)                 | جان پاتریک شنلی                                              | play اثر جان پاتریک شنلی                                      |
| ۲۰۰۸ | فراست/نیکسون                      | پیتر مورگان                                                  | play اثر پیتر مورگان                                          |
| ۲۰۰۹ | بالا در آسمان (فیلم ۲۰۰۹)         | جیسون رایتمن و شلدن ترنر                                     | novel اثر Walter Kirn                                         |
| ۲۰۰۹ | درس‌آموزی                          | نیک هورن‌بای                                                  | memoir اثر Lynn Barber                                        |
| ۲۰۰۹ | در چرخه                           | جسی آرمسترانگ، Simon Blackwell, آرماندو یانوچی، و Tony Roche |                                                               |
| ۲۰۰۹ | اطلاع‌رسانی!                       | اسکات زد. برنس                                               | book اثر Kurt Eichenwald                                      |
| ۲۰۰۹ | جایی که موجودات وحشی هستند (فیلم) | اسپایک جونز و دیو اگرز                                       | جایی که وحشی‌ها هستند اثر موریس سنداک                          |

### دهه ۲۰۱۰
| سال  | برنده                                   | نویسنده                                                        | اثر اقتباس شده' |
| ---- | --------------------------------------- | -------------------------------------------------------------- | --- |
| ۲۰۱۰ | شبکه اجتماعی (فیلم)                     | آرون سورکین                                                    | novel اثر Ben Mezrich |
| ۲۰۱۰ | لانه خرگوش (فیلم)                       | دیوید لیندسی-آبیر                                              | play اثر دیوید لیندسی-آبیر                                                                                                 |
| ۲۰۱۰ | داستان اسباب‌بازی ۳                      | مایکل آرندت                                                    | |
| ۲۰۱۰ | شهامت واقعی (فیلم ۲۰۱۰)                 | برادران کوئن                                                   | novel اثر Charles Portis                                                                                                   |
| ۲۰۱۰ | زمستان استخوان‌سوز                       | دبرا گرانیک و Anne Rosellini                                   | novel اثر Daniel Woodrell                                                                                                  |
| ۲۰۱۱ | مانیبال                                 | استیون زایلیان و آرون سورکین                                   | book اثر مایکل لوئیس |
| ۲۰۱۱ | زادگان                                  | الکساندر پین، نت فکسون، و جیم رش                               | novel اثر Kaui Hart Hemmings                                                                                               |
| ۲۰۱۱ | رانندگی (فیلم ۲۰۱۱)                     | حسین امینی (فیلمنامه‌نویس)                                      | book اثر James Sallis |
| ۲۰۱۱ | هوگو (فیلم)                             | جان لوگان (نویسنده)                                            | novel اثر Brian Selznick                                                                                                   |
| ۲۰۱۱ | بندزن خیاط سرباز جاسوس                  | Bridget O'Connor و پیتر استران                                 | book اثر جان لوکاره |
| ۲۰۱۲ | لینکلن (فیلم ۲۰۱۲)                      | تونی کوشنر                                                     | novel اثر دوریس کیرنس گودوین                                                                                               |
| ۲۰۱۲ | آرگو (فیلم ۲۰۱۲)                        | کریس تریو                                                      | novel اثر تونی مندز article اثر Joshuah Bearman                                                                            |
| ۲۰۱۲ | جانوران حیات وحش جنوب                   | Lucy Alibar و بن زایتلین                                       | novel اثر Lucy Alibar |
| ۲۰۱۲ | مزایای گوشه‌گیر بودن (فیلم)              | استیون شباسکی                                                  | مزایای گوشه‌گیر بودن اثر استیون شباسکی                                                                                      |
| ۲۰۱۲ | دفترچه امیدبخش                          | دیوید او. راسل                                                 | novel اثر متیو کوئیک |
| ۲۰۱۳ | ۱۲ سال بردگی                            | جان ریدلی                                                      | memoir اثر سالومون نورثاپ                                                                                                  |
| ۲۰۱۳ | آگوست: اوسیج کانتی (فیلم)               | تریسی لتس                                                      | آگوست: اوسیج کانتی اثر تریسی لتس                                                                                           |
| ۲۰۱۳ | پیش از نیمه‌شب                           | ریچارد لینکلیتر، ایثن هاک، و ژولی دلپی                         | characters اثر ریچارد لینکلیتر و Kim Krizan                                                                                |
| ۲۰۱۳ | فیلومنا                                 | استیو کوگان و جف پاپ                                           | novel اثر Martin Sixsmith                                                                                                  |
| ۲۰۱۳ | گرگ وال استریت (فیلم ۲۰۱۳)              | ترنس وینتر                                                     | گرگ وال استریت (کتاب) اثر جردن بلفورت                                                                                      |
| ۲۰۱۴ | دختر گمشده (فیلم ۲۰۱۴)                  | گیلین فلین                                                     | دختر گم‌شده (رمان) اثر گیلین فلین                                                                                           |
| ۲۰۱۴ | بازی تقلید                              | گراهام مور                                                     | اثر andrew Hodges |
| ۲۰۱۴ | خباثت ذاتی (فیلم)                       | پل توماس اندرسن                                                | book اثر توماس پینچن |
| ۲۰۱۴ | زیر پوست (فیلم ۲۰۱۳)                    | Walter Campbell                                                | novel اثر میشائل فابر |
| ۲۰۱۴ | وحشی (فیلم ۲۰۱۴)                        | نیک هورن‌بای                                                    | وحشی: از گمشده تا پیداشده در مسیر پاسفیک کرست اثر شرل استرید                                                               |
| ۲۰۱۵ | رکود بزرگ (فیلم)                        | آدام مک‌کی و چارلز راندولف                                      | novel اثر مایکل لوئیس |
| ۲۰۱۵ | انومالیسا                               | چارلی کافمن                                                    | play اثر چارلی کافمن |
| ۲۰۱۵ | بروکلین (فیلم)                          | نیک هورن‌بای                                                    | novel اثر کولم توبین |
| ۲۰۱۵ | اتاق (فیلم ۲۰۱۵)                        | اما داناهیو                                                    | اتاق (رمان) اثر اما داناهیو                                                                                                |
| ۲۰۱۵ | استیو جابز (فیلم)                       | آرون سورکین                                                    | استیو جابز (کتاب) اثر والتر ایزاکسون                                                                                       |
| ۲۰۱۶ | کنیز (فیلم ۲۰۱۶)                        | Seo-Kyung Chung و پارک چان-ووک                                 | novel اثر سارا واترز |
| ۲۰۱۶ | ورود (فیلم ۲۰۱۶)                        | اریک هیزرر                                                     | داستان زندگی تو اثر تد چیانگ                                                                                               |
| ۲۰۱۶ | او (فیلم ۲۰۱۶)                          | David Birke                                                    | novel اثر فیلیپ دیژان |
| ۲۰۱۶ | عشق و دوستی                             | ویت استیلمن                                                    | novel اثر جین آستن |
| ۲۰۱۶ | سکوت (فیلم ۲۰۱۶)                        | جی کاکس و مارتین اسکورسیزی                                     | سکوت (رمان) اثر اندو شوساکو                                                                                                |
| ۲۰۱۷ | مرا با نامت صدا کن (فیلم)               | جیمز آیووری                                                    | مرا با نامت صدا کن (کتاب) اثر آندره اسیمن                                                                                  |
| ۲۰۱۷ | بلید رانر ۲۰۴۹                          | همپتن فنچر و مایکل گرین (نویسنده)                              | آیا آدم‌مصنوعی‌ها خواب گوسفند برقی می‌بینند؟ اثر فیلیپ کی. دیک                                                                |
| ۲۰۱۷ | هنرمند فاجعه                            | اسکات نوستدتر & مایکل اچ. وبر                                  | book اثر گرگ سسترو و تام بیسل                                                                                              |
| ۲۰۱۷ | لوگان (فیلم)                            | اسکات فرانک، جیمز منگولد & مایکل گرین (نویسنده)                | ولورین (شخصیت) اثر روی توماس، لن وین و جان رومیتا، پدر                                                                     |
| ۲۰۱۷ | گل‌گرفته                                 | دی ریس و Virgil Williams                                       | novel اثر Hillary Jordan                                                                                                   |
| ۲۰۱۸ | اگر خیابان بیل می‌توانست حرف بزند (فیلم) | بری جنکینز                                                     | اگر خیابان بیل می‌توانست حرف بزند اثر جیمز بالدوین                                                                          |
| ۲۰۱۸ | بلکککلنزمن                              | Charlie Wachtel, David Rabinowitz و Kevin Willmott & اسپایک لی | memoir اثر Ron Stallworth                                                                                                  |
| ۲۰۱۸ | هرگز می‌توانی مرا ببخشی؟                 | Nicole Holofcener و Jeff Whitty                                | memoir اثر لی ایزریل |
| ۲۰۱۸ | مرگ استالین                             | آرماندو یانوچی، David Schneider, Ian Martin و Peter Fellows    | graphic novel اثر Fabien Nury و Thierry Robin                                                                              |
| ۲۰۱۸ | ستاره‌ای متولد شده‌است (فیلم ۲۰۱۸)        | بردلی کوپر، Will Fetters و اریک راث                            | ستاره‌ای متولد شده‌است (فیلم ۱۹۳۷) اثر ویلیام ولمن، رابرت کارسون (نویسنده), دوروتی پارکر و آلن کمپل (فیلم‌نامه‌نویس)           |
| 2019 | زنان کوچک (فیلم ۲۰۱۹)                   | گرتا گرویگ                                                     | زنان کوچک اثر لوییزا می الکات                                                                                              |
| 2019 | روزی زیبا در محله                       | Micah Fitzerman-Blue و Noah Harpster                           | Can You Say... Hero? اثر Tom Junod                                                                                         |
| 2019 | شیادان (فیلم ۲۰۱۹)                      | لورین اسکافاریا                                                | The Hustlers at Scores: The Ex-Strippers Who Stole From (Mostly) Rich Men و Gave to, Well, Themselves اثر Jessica Pressler |
| 2019 | مرد ایرلندی (فیلم ۲۰۱۹)                 | استیون زایلیان                                                 | شنیده‌ام خانه‌ها را رنگ می‌کنی اثر Charles Brوt                                                                               |
| 2019 | جوجو خرگوشه                             | تایکا وایتیتی                                                  | Caging Skies اثر Christine Leunens                                                                                         |

### دهه ۲۰۲۰
| سال  | برنده                               | نویسنده                        | اثر اقتباس شده'                              |
| ---- | ----------------------------------- | ------------------------------ | -------------------------------------------- |
| ۲۰۲۰ | سرزمین خانه‌به‌دوش‌ها                  | کلویی ژائو                     | سرزمین خانه‌به‌دوش‌ها (کتاب) اثر Jessica Bruder |
| ۲۰۲۰ | پدر (فیلم ۲۰۲۰)                     | کریستوفر همپتون و فلوریان زلر  | پدر (نمایشنامه) اثر Florian Zeller           |
| ۲۰۲۰ | اولین گاو                           | Jonathan Raymond و کلی رایکارد | The Half Life اثر Jonathan Raymond           |
| ۲۰۲۰ | من به پایان دادن به اوضاع فکر می‌کنم | چارلی کافمن                    | novel اثر Iain Reid                          |
| ۲۰۲۰ | یک شب در میامی                      | Kemp Powers                    | play اثر Kemp Powers                         |